# Pat Quinn
Joseph Patrick "Pat" Quinn III (16 de dezembro de 1948) é um político e procurador americano, e que foi o 41.º governador do Illinois entre 2009 e 2015. Ele é membro do Partido Democrata. Quinn tornou-se governador do estado de Illinois, em janeiro de 2009, quando o governador anterior, Rod Blagojevich, foi afastado do cargo por denúncias de corrupção.

## Vice-Governador
Com a escolha do partido democrata a indicação de Quinn como candidato a vice de Blagojevich e a vitória da chapa com quase 2 milhões de votos, Quinn tomou posse em 13 de janeiro de 2003 como 45º vice-governador do Illinois.
Quinn e Blagojevich formaram novamente uma chapa na eleição de 2006, os dois foram reeleito com quase 50% dos votos.

## Governador
Com as acusações de corrupção contra Blagojevich, o mesmo foi retirado do cargo em 29 de janeiro de 2009, Quinn deixou o cargo de vice-governador para assumir como 41º governador do Illinois.
Quinn foi reeleito na eleição de 2010 com apenas 19.413 votos de diferença, derrotando o republicano Bill Brady. Quinn exerceu o mandato até janeiro de 2015, quando foi sucedido por Bruce Rauner.